# Шиллинг, Курт (бейсболист)
Курт Монтэйг Шиллинг (англ. Curtis Montague Schilling, род. 14 ноября 1966 года) — американский профессиональный бейсболист и разработчик видеоигр. Выступал в Главной лиге бейсбола за команды «Балтимор Ориолс», «Хьюстон Астрос», «Филадельфия Филлис», «Аризона Даймондбэкс» и «Бостон Ред Сокс». Он помог «Филлис» выйти в Мировую серию в 1993 году, а в 2001 году стал победителем Мировой серии с «Даймондбэкс», а в 2004 и 2007 годах с «Ред Сокс». Его результат в играх плей-офф составляет 11 побед и 2 поражения, а процент побед 84,6 является рекордом МЛБ для питчеров.
После окончания игровой карьеры он основал компанию Green Monster Games, которая позже была переименована в 38 Studios. В феврале 2012 года компания выпустила игру Kingdoms of Amalur: Reckoning, однако уже спустя три месяца он уволил весь персонал из-за финансовых трудностей.